# 荷西·查莫特
荷西·查莫特（José Antonio Chamot，1969年5月17日—）是一名已退役的阿根廷足球員，司職後衛。他曾效力拉素、马德里竞技和AC米兰等球會。國家隊方面，查莫特曾代表阿根廷出戰1994、1998及2002三屆世界盃，也是於1996年奧運以超齡球員身份參賽並贏得銀牌的一員。

## 榮譽
拉素
- 意大利盃 冠軍: 1997-98

AC米兰
- 歐洲聯賽冠軍盃 冠軍: 2002-03
- 意大利盃 冠軍: 2002-03

## 外部連結
- 查莫特檔案 （页面存档备份，存于）